# Agrypon illinois
Agrypon illinois là một loài tò vò trong họ Ichneumonidae.